# Modern English
Modern English est un groupe de pop britannique, originaire de Colchester, dans l'Essex. Il est surtout connu à l'international pour des chansons comme I Melt With You, Hands Across the Sea ou Ink and Paper. Le groupe se sépare en 1991 pour se reformer en 1995 sous une nouvelle formation.

## Biographie
Le groupe est formé à Colchester, dans l’Essex, au Royaume-Uni, en 1979 par Robbie Grey (chant), Gary Mc Dowell (guitare et chant) et Michael Conroy (basse et chant), Modern English est initialement appelé The Lepers. Le groupe change pour Modern English avec l’arrivée de Richard Brown (batterie) et de Stephen Walker (synthétiseur),.
Après un single sorti sur leur propre label, Limp (ne pas confondre avec label américain Limp records), en 1979, le groupe signe chez 4AD les années suivantes pour deux nouveaux singles et la sortie de leur session chez John Peel enregistrée avant leur vrai premier album, Mesh and Lace en 1981. Initialement leur musique était très influencée par Joy Division. Une deuxième session chez John Peel est enregistrée en octobre 1981. After The Snow, leur album suivant sorti en avril 1981 fait une plus grande place aux synthétiseurs et est plutôt comparé aux Simple Minds et à Duran Duran. Il sort l’année suivante aux États-Unis, sous le label Sire Records, où il se hissa à la soixante-dixième place du classement du magazine Billboard, et est vendu à plus de 500 000 exemplaires,. Grey commente à propos de cet album : « On pensait : on ne fera jamais un disque de pop, on est des artistes, quoi ! Mais les choses ne tournent pas toujours comme vous voulez et quand vous faites un disque de pop, ça donne du plaisir plus que n'importe quoi d'autre. » Le deuxième single issu de l’album, l'entraînant I Melt With You, est aussi un succès dans les charts américains, arrivant 78e dans les classements. Le critique Johny Waller du magazine Sounds le décrit comme une « fête de l'amour et de la luxure, rêveuse et sensuelle, qui mériterait de sortir en maxi 45 tours, sans face B, » alors que son collègue Tony Mitchell le considère comme de « la musique sans intérêt d'amateurs de banlieue. » Le groupe s'installe à New York et travaille sur son troisième album, Ricochet Days, qui se fait lui aussi une place dans le top 100 américain. Modern English quitte alors 4AD pour n'être plus signé que par Sire en dehors du Royaume-Uni et du Canada. L'album Stop Start en 1986 est le dernier album produit par Sire, avant que le groupe ne se sépare.
Grey et Conroy avec leur groupe participent au collectif This Mortal Coil avant de reformer Modern English avec Mick Conroy et Aaron David pour un nouvel album en 1990 Pillow Lips, maintenant sur le label américain TVT. L’album comprend une nouvelle version de I Melt With You qui sort en single, ce qui les place une nouvelle fois dans le top 100 du magazine Billboard. Le regroupe cependant se sépare une deuxième fois en 1991, à cause de problèmes de contrat avec TVT, à la suite de quoi Grey forme le groupe Engine. En 1995, ayant gagné face à leur maison de disques, Engine se mue en une nouvelle mouture de Modern English produit par une autre maison de disques, Imago, avec Grey et Matthew Shipley (synthétiseurs). Cette formation enregistre l'album Everything's Mad, publié en 1996.
Robbie Grey effectue une tournée américaine avec cette nouvelle formation augmentée du batteur britannique Roy Martin. Ils traversent les États-Unis et enregistrent un nouvel album avec Hugh Jones (producteur des premiers enregistrement du groupe). Les chansons sont écrites avec le guitariste Steven Walker ainsi que Matthew Shirley, aussi bien chez eux à Londres que sur les routes au cours de leurs tournées. Restées quelque temps au fond d’un placard, toutes ces chansons sortent le 24 mai 2010 sous le titre Soundtrack (littéralement « bande son »). La formation initiale du groupe effectue une tournée en juillet et septembre 2010. Parmi les membres participent Robbie Grey (chant et guitare), Gary Mc Dowell (guitare et chant), Mick Conroy (guitare et chant), Steven Walker (guitare), Stephen Walker (synthétiseur), et Ric Chandler (batterie). Ils enregistrent un nouvel album qui sera fondé sur PledgeMusic et prévu pour mars 2016. L'album est enregistré, produit et mixé par Martyn Young de Colourbox et MARRS, qui y ajoutera des morceaux aux claviers. Ils effectuent aussi la tournée américaine Mesh and Lace en 2016.

## Discographie

### Albums studio
- 1981 : Mesh and Lace
- 1982 : After the Snow
- 1984 : Ricochet Days
- 1986 : Stop Start
- 1990 : Pillow Lips
- 1996 : Everything's Mad
- 2010 : Soundtrack
- 2017 : Take Me to the Trees
- 2024 : 1 2 3 4

### Singles
| Titre                          | Année | Label | Clas. brit. indépendant | Clas. américain |
| ------------------------------ | ----- | ----- | ----------------------- | --------------- |
| Drowning Man                   | 1979  | 4AD   | -                       | -               |
| Swans on Glass                 | 1980  | 4AD   | 46                      | -               |
| Gathering Dust                 | 1980  | 4AD   | 36                      | -               |
| Smiles and Laughter            | 1981  | 4AD   | 16                      | -               |
| Life In The Glad House (remix) | 1982  | 4AD   | 26                      | -               |
| I Melt With You                | 1982  | 4AD   | 18                      | 78              |
| Someone's Calling              | 1983  | 4AD   | 43                      | -               |
| Chapter 12                     | 1984  | 4AD   | 15                      | -               |
| Hands Across the Sea           | 1984  | 4AD   | -                       | 93              |
| Ink and Paper                  | 1986  | Sire  | -                       | -               |
| I Melt With You (réédition)    | 1990  | TVT   | -                       | 76              |

### Compilations
- 2001 : Life in the Gladhouse (1980-1984): The Best of Modern English